# Hugo Mühlig

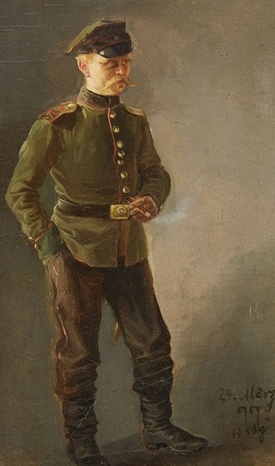
Selbstporträt in Uniform, 1877

Hugo Mühlig (* 9. November 1854 in Dresden; † 17. Februar 1929 in Düsseldorf) war ein deutscher Maler. Er lebte ab 1881 als Maler von Landschaften und Genreszenen in Düsseldorf.

## Leben und Werk

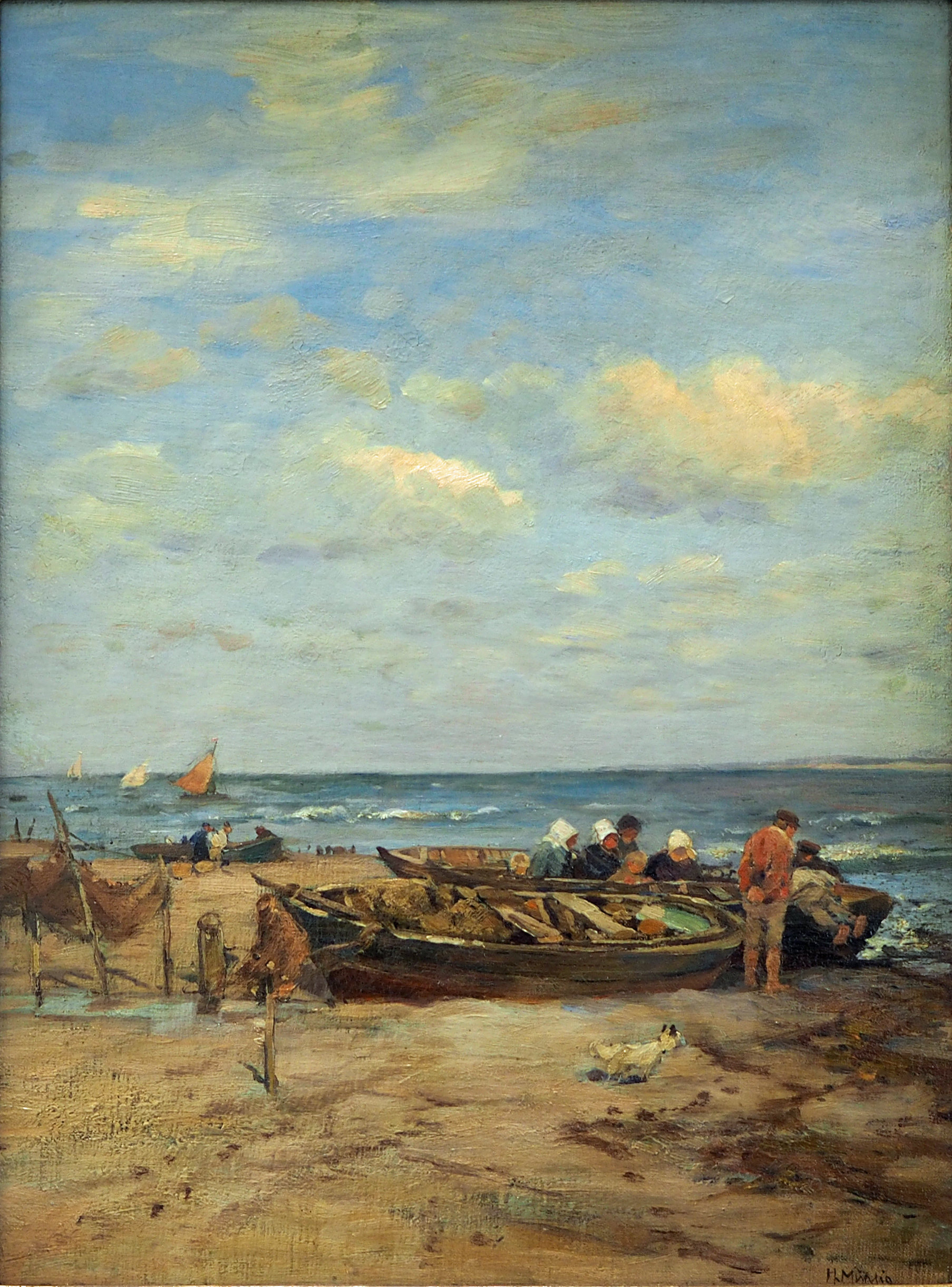
Fischer bei ihren Booten

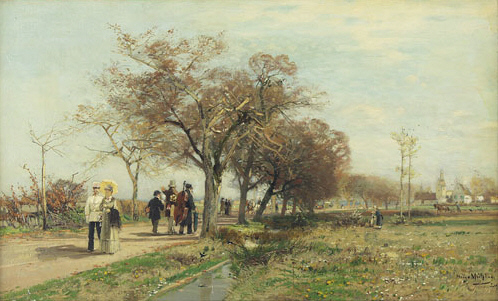
Hugo Mühlig: Sommerlicher Spaziergang

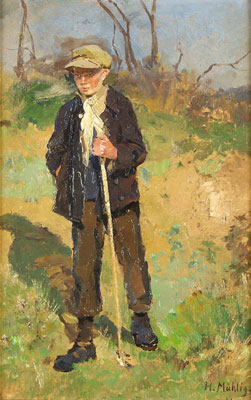
Hugo Mühlig: Treiberjunge

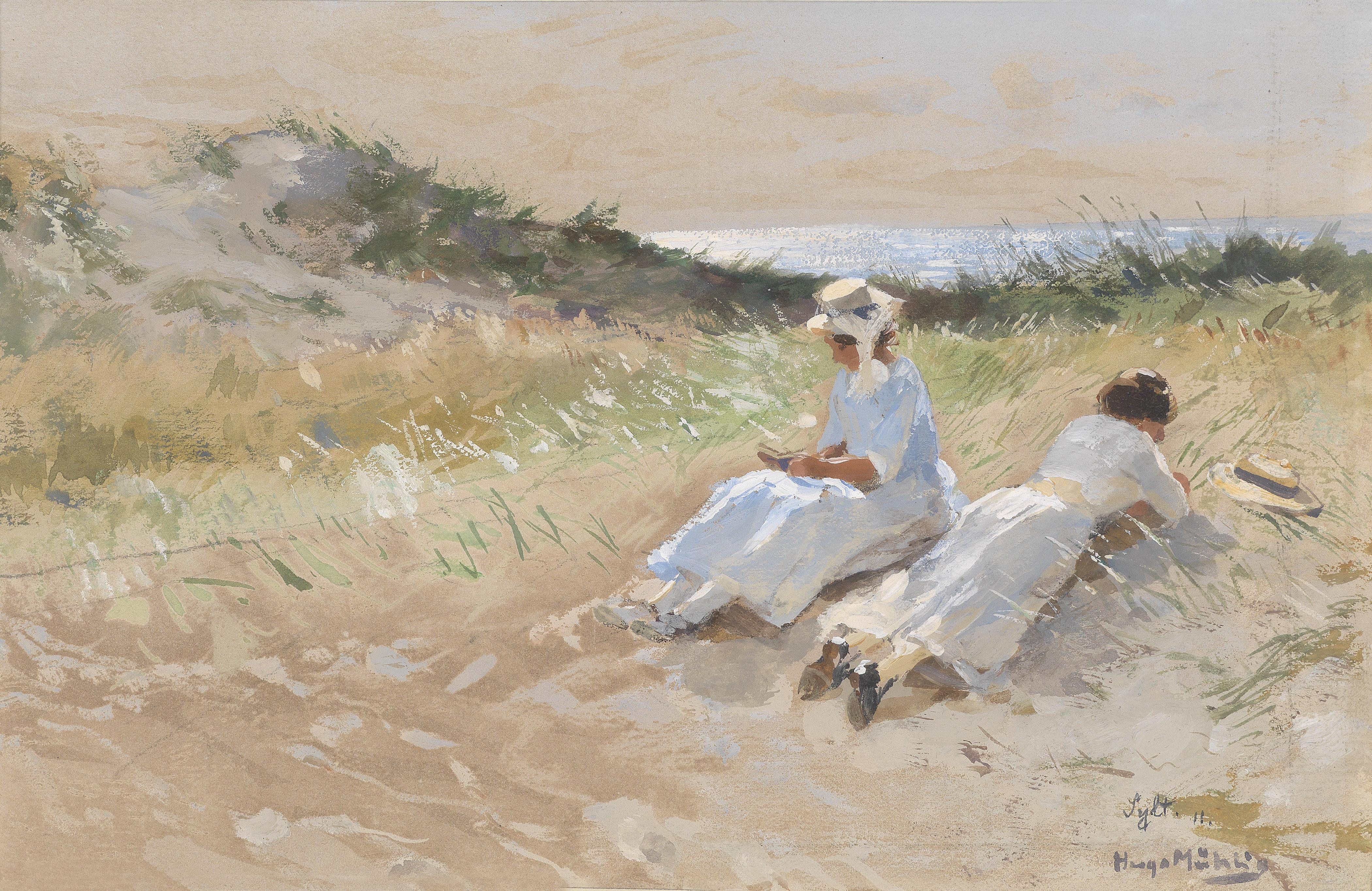
Hugo Mühlig: Partie auf Sylt, 1911

Hugo Mühlig war der Sohn des Dresdner Landschafts- und Genremalers Meno Mühlig (1823–1873) sowie ein Neffe des Landschafts- und Tiermalers Bernhard Mühlig (1829–1910). Er lernte die Malerei zunächst bei seinem Vater, dann an der Kunstakademie Dresden, zuletzt von 1877 bis 1880 als Meisterschüler von Viktor Paul Mohn (1842–1911). Während er in seinen Zeichnungen noch länger dem Realismus der Schule Ludwig Richters treu blieb, ging er in der Malerei schon bald nach seiner Übersiedlung nach Düsseldorf 1881 neue Wege. Obwohl seine Gemälde (meist von kleinem oder mittlerem Format) aus der üblichen Betrachtungsdistanz sich durch eine große Detailtreue und perfekte Wiedergabe stofflicher Valeurs auszeichnen, zeigt die Nahsicht, dass diese Effekte mit großer Virtuosität durch den Einsatz impressionistischer Maltechniken erzielt werden.
Der impressionistische Charakter seiner Gemälde rührt auch daher, dass die Landschaften und Szenen von erntenden Bauern, von Jägern auf winterlichen Feldern oder Spaziergängern zur Kirmes fast immer in helles Sonnenlicht getaucht sind, das die Farben der Objekte besonders rein und unverfälscht hervorleuchten lässt. Hinsichtlich der Komposition zeichnen sich seine Gemälde dadurch aus, dass von einem leicht erhöhten Standpunkt aus die Objekte und Figuren des Vorder- und nahen Mittelgrundes besonders akzentuiert und in der Regel durch eine oder zwei Diagonalen vom Betrachtungspunkt zum linken und/oder rechten Rand des Horizonts gruppiert werden.
Die Ferne nimmt oft nur einen kleinen Streifen in der Bildmitte ein, die obere Hälfte (oder zumindest das obere Drittel) füllt der fast immer klare blaue Himmel aus, vor dem sich regelmäßig einige Bäume oder Häuser deutlich abheben. Dieses klare Kompositionsschema, dem ein etwas theaterhaftes Arrangement der Personen und Tiere korrespondiert, deutet darauf hin, dass seine Gemälde in der Regel doch im Atelier geschaffen wurden, allerdings gestützt auf eine Vielzahl von frischen in der Natur gemachten Skizzen, die er meist als Gouachen oder Aquarelle ausführte. Für diese Eindrücke reiste er von 1883 bis 1891 regelmäßig nach Willingshausen in der Schwalm und wurde Mitglied der Künstlervereinigung Willingshäuser Malerkolonie.
In Düsseldorf war er von 1887 bis zu seinem Tod 1929 Mitglied des Künstlervereins Malkasten und ab 1891 in der sezessionistischen Freien Vereinigung Düsseldorfer Künstler. Anfang 1900 wohnhaft im Haus des Kommerzienrats Franz Schoenfeld auf der Adlerstraße 41a, erhielt er zwischenzeitlich einen Professorentitel, zog um 1909 in die Duisburger Straße 15 und erhielt ein Atelier in dem damalig soeben fertiggestellten Künstler Atelier-Haus des Vereins der Düsseldorfer Künstler auf der Sittarder Straße 5.
Da Hugo Mühlig kein offizieller Akademiemaler, getragen von öffentlichen Aufträgen, sondern freischaffender Maler für den Kunstmarkt war, befinden sich nach wie vor viele seiner Gemälde in Privatbesitz. Exemplarische Werke bewahren u. a. die Neue Galerie Berlin, das Kunstmuseum Düsseldorf, die Neue Galerie in Kassel und das Wallraf-Richartz-Museum in Köln.
Im Jahr 1882 heiratete er Amalie Auguste Otto († 1907). Sie hatten eine Tochter Anna (1888–1969) die mit dem Architekten und Maler Hans Blüthgen (1885–1966) verheiratet war.